# Каулімовіруси
Каулімовіруси (Caulimoviridae) — ДНК-вмісні віруси рослин.

## Морфологія віріонів
Прості віруси. Капсиди мають ікосаедричну симетрію, трохи витягнуті, інколи мають циліндричну форму. Діаметр 35-50 нм, довжина циліндричних форм 130 нм.

## Фізико— хімічні та фізичні властивості
Плавуча густина в CsCl 1.3-1.312-1.4 г см-3. Коефіцієнт седиментації 200-251-285 S20w.

## Геном
Віріони мають єдину циркулярну длДНК (7.2-8.3 kbp). Кожен ланцюг має розриви у специфічних позиціях, перший має один розрив, другий — 1-3. Організація геному специфічна для роду і є одним з класифікаційних критеріїв. Після потрапляння в клітини розриви зшиваються, утворюючи мініхромосоми. Вони асиметрично транскрибуються РНК-полімеразами господаря, утворюючи транскрипт, довший за геном вірусу (35S або 34S РНК), які подовжені на 35-270 нуклеотидів, залежно від виду. Цей транскрипт слугує одночасно матрицею для зворотної транскрипції (-) ДНК, і для деяких ORF. Види роду Caulimovirus продукують специфічну мРНК (19S РНК) для ORF6; ніяких сгРНК не було знайдено у представників Petuvirus, Soymovirus, Cavemovirus and Badnavirus.
Реплікативний цикл проходить у епісомальній формі, без інтеграції. Синтез (-) ДНК починається цитоплазматичною тРНКmet господара. Розриви у ланцюгах — це праймерні ділянки для синтезу ДНК та утворюються внаслідок незшивання ланцюгів.

## Склад віріону
Білки складають 83-84,41-85,9% від маси віріону. Віріон складається з 1 або 3 структурних білків. Серед неструктурних білків геном кодує РНК-залежну ДНК-полімеразу.
Ліпіди і вуглеводи не виявлені.

## Антигенні властивості
Віріони є імуногенами середньої сили. Існує певна антигенна варіабельність серед представників роду Badnavirus.

## Біологічні властивості
Коло господарів вузьке.
Представники родів Petuvirus, Soymovirus and Cavemovirus інфікують дводольних; види роду Tungrovirus — однодольних, а роду Badnavirus — або дво-, або однодольних.
Можуть передаватися векторно або при механічних пошкодженнях, при щепленні, насінням, або пилком. Можуть передаватися комахами ряду Hemiptera, родинами Aleyrodidae, Aphididae, Cicadellidae, Pseudococcidae. В переносниках не розмножуються. Багато вірусів поширюються під час вегетативного розмноження.
Віруси широкорозповсюджені; види родів Tungrovirus та Badnavirus переважно існують у тропічних та субтропічних умовах, хоча деякі з них існують у помірних та субарктичних умовах. Види родів Petuvirus, Caulimovirus, Soymovirus та Cavemovirus можна знайти в помірних регіонах.
Симптоматика залежить від регіону і господара. Представники родів Petuvirus, Caulimovirus, Soymovirus and Cavemovirus зазвичай викликають мозаїку, в той час як представники родів Tungrovirus та Badnavirus викликають хлоротичні зміни в листках.
Майже всі види інфікують всі клітини господаря, хоча деякі Tungrovirus та Badnavirus прив'язані до судинної системи. Віріони представників родів Petuvirus, Caulimovirus, Soymovirus та Cavemovirus асоційовані з цитоплазматичними білковими включеннями.